# 草山水道系統

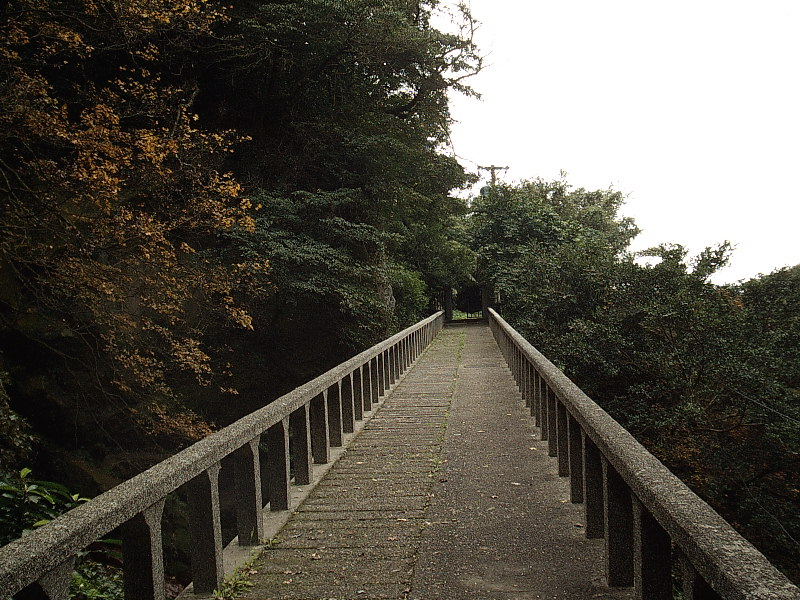
草山水道系統第三水管橋橋面

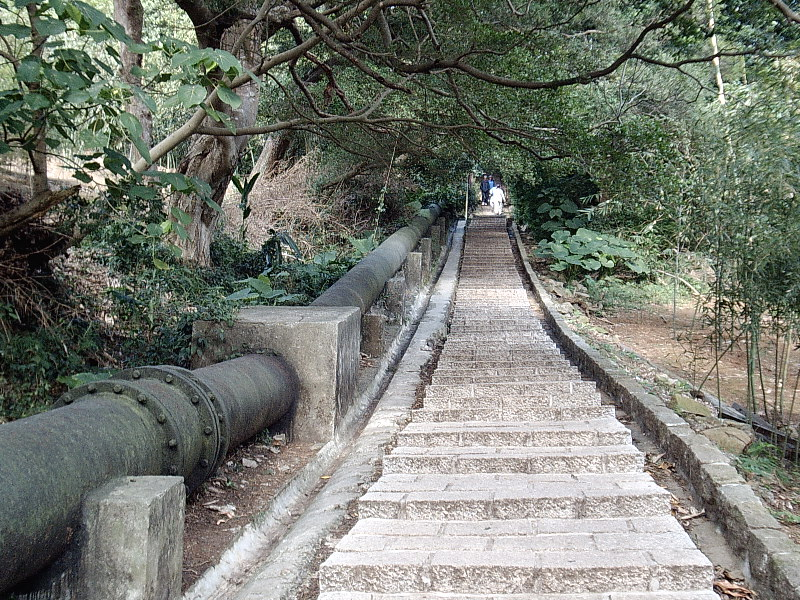
草山水道系統大水管與水管路步道

草山水道系統於2004年4月28日經台北市政府文化局台北市古蹟審查委員審議通過指定並經台北市政府公告為第111號市定古蹟。興建於1928年3月，至1932年3月完工，為日本時代台北市第二套飲用水源工程。計有取水井、導水渠、水管、調整井、水管橋、氣曝室、發電所（三角埔發電所）、貯水池等，共14項主要設施所構成，全長超過十幾公里。部分設施迄今仍持續使用中。

## 歷史
1920年代，隨著台北市的發展與人口的增加，原有的台北水道系統的給水能力已經無法負擔整個大台北地區的用水量。於是在第十一回台北市協議會於1927年1月通過實施第二次擴張工事，決定選定水質佳的大屯山做為水源，建設草山水道；同年4月，臺北市役所成立臨時水道擴張課。1928年4月18日，於草山事務所內舉行地鎮祭。

## 設計概要
草山水道系統主要基於佐野藤次郎工學博士的設計，是在進行調查研究後所提出的方案。這個設計主要利用天惠的水頭（天然的水源），即同時建設第一水源和第三水源，利用它們的水量，在途中產生約 500 公斤的電力，再將它們的水引至新設的士林庄福德洋山子腳，即台灣神社裏山的貯水池。再從貯水池透過配水鐵管渡過基隆河，在圓山動物園前方設分岐管，經由勅使街道（今中山北路）南下，在宮前町（中山北路和民權東、西路交叉口）再設分岐管，與大稻埕方面的既設管線連接後，再往南延伸，到達台北市役所側邊（中山南、北路，與忠孝東、西路交叉口一帶）後再設分岐管，此分岐管沿著三線道路（忠孝西路）往西右折，與日之丸旅館附近（約公園路、南陽街一帶）的既設管線連接後，向左折至樺山町往東，沿縱貫道路（即今忠孝東路），於台北州立台北商業學校（即今國立台北商業大學）東北角右轉，通過台北高等商業學校（今台灣大學徐州路校區）、東門町、文化村、步兵第一聯隊內，再經過新榮町、福住町之間，和千歲町、錦町之間，出古亭町警察官吏派出所側邊，與既設幹線連接。

## 水源
草山水道系統使用的水源是位於竹子湖下方1公里處的第一水源滾水頭湧泉及位於紗帽山南麓紗帽路第一展望台下方的第三水源湧泉。

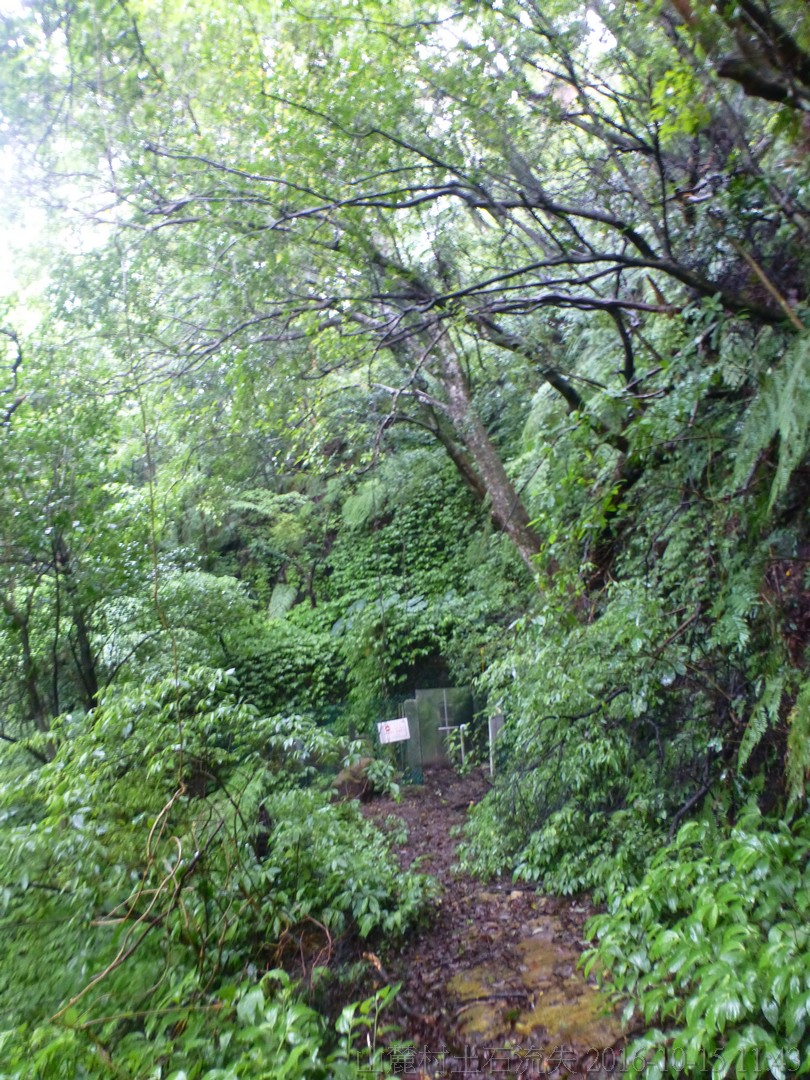
滾水頭隱沒在山林中
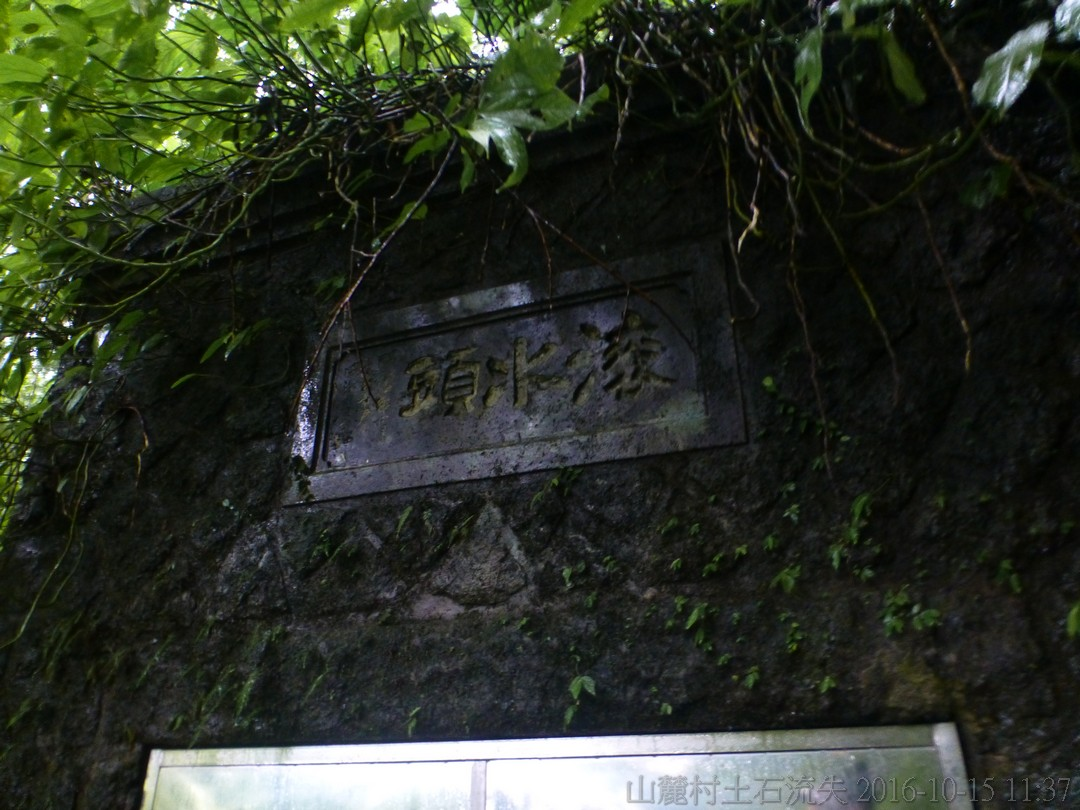
滾水頭題字

## 水管橋
水管橋為輸送水的橋。草山水道系統內共計有三座水管橋。
第一水管橋跨越磺溪支流在大屯瀑布旁，第二水管橋跨越磺溪支流在小隱潭前公車站旁，兩座橋都是輸送第一水源來的水。

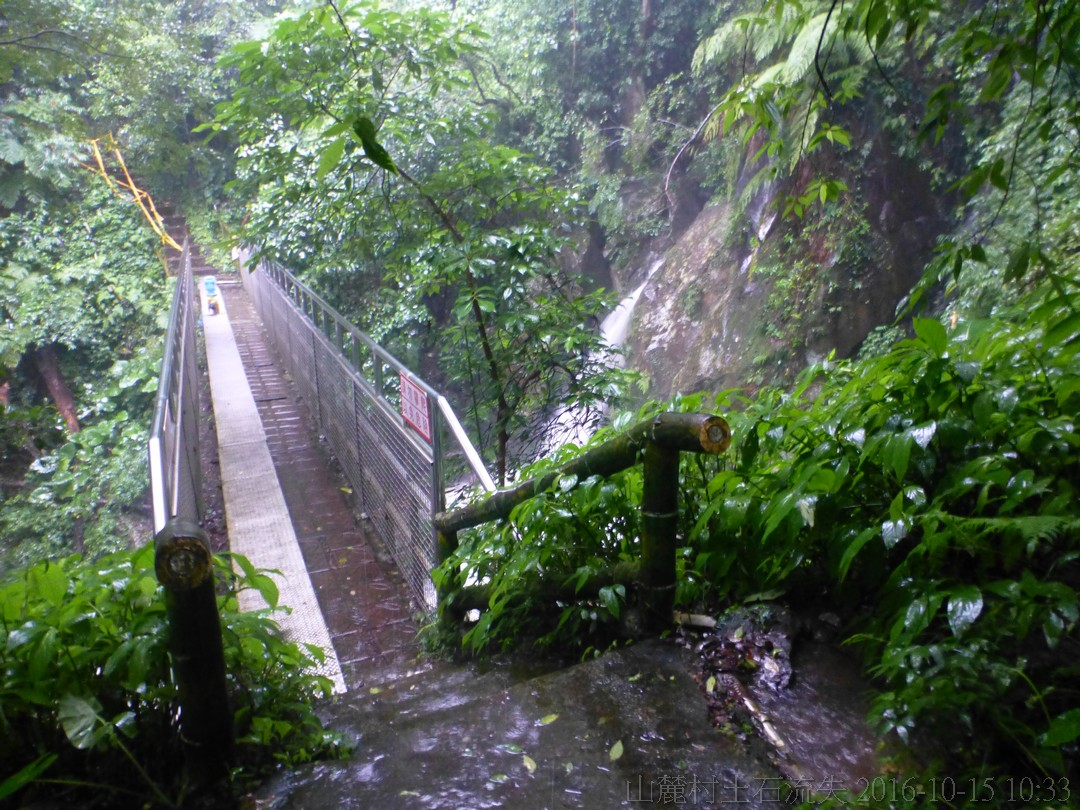
大屯瀑布旁的第一水管橋
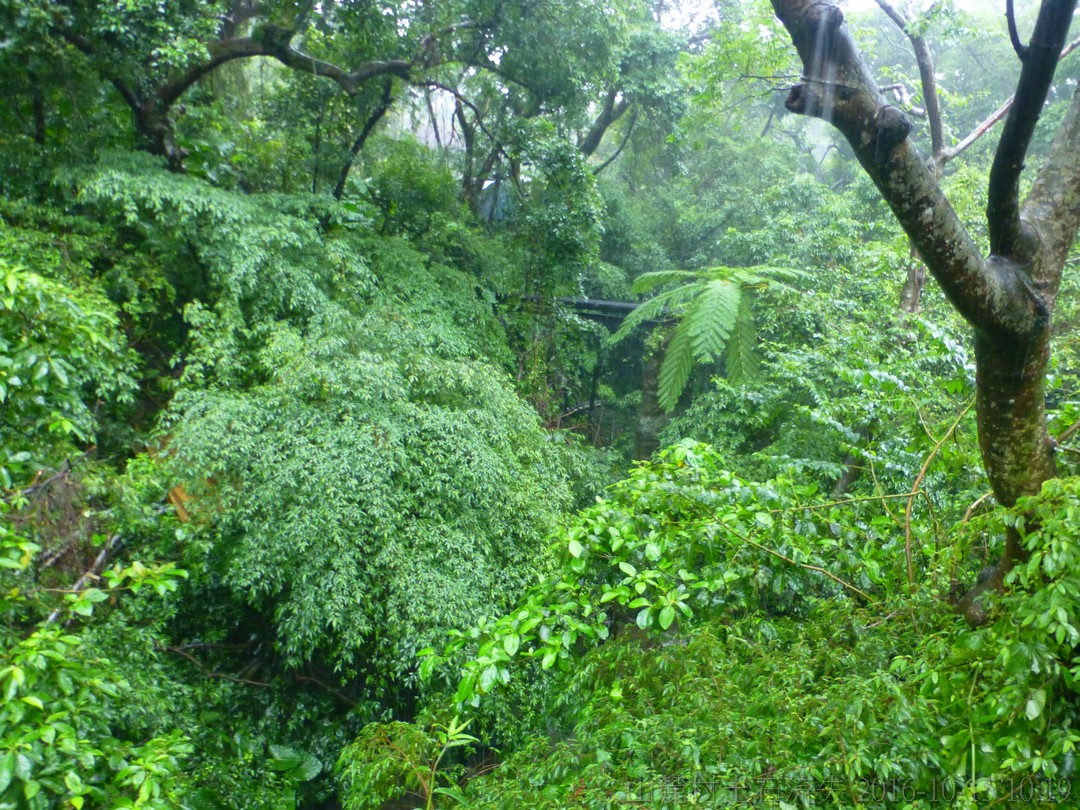
第二水管橋隱沒在溪流樹木中
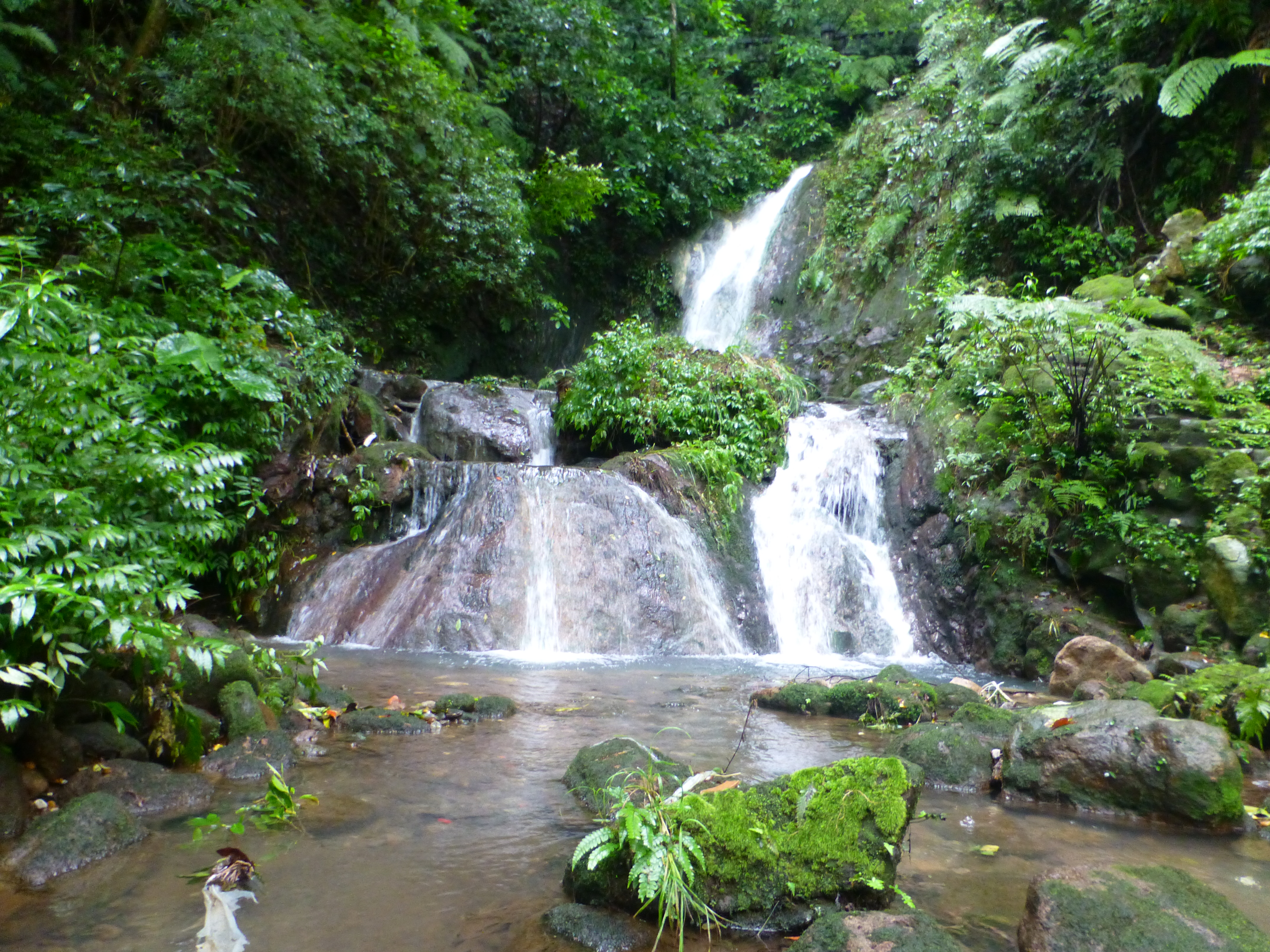
大雨中的小隱潭
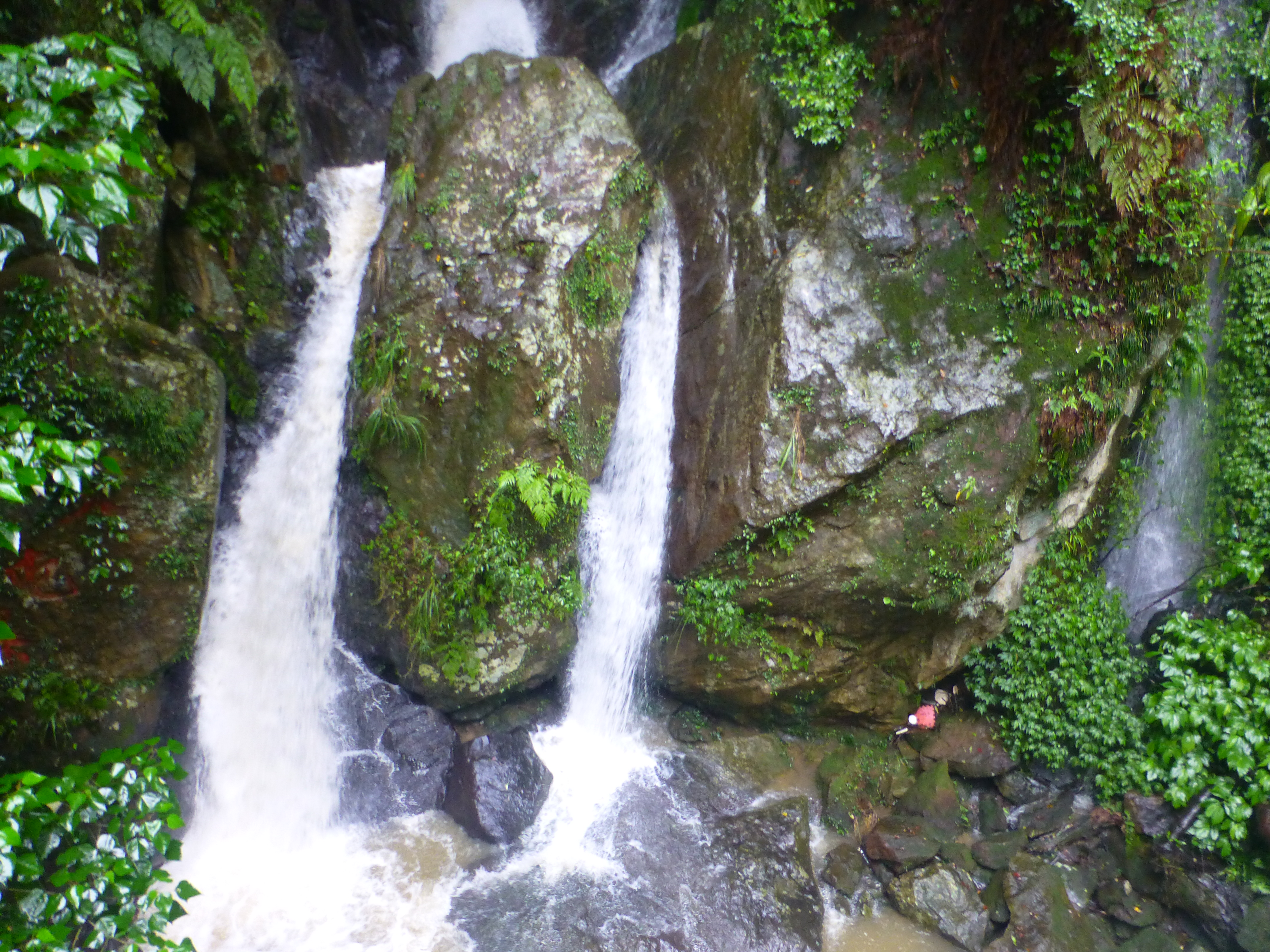
下雨中的大屯瀑布

第三水管橋位於第三水源前方跨越淞溪，因必須同時輸送自高處來的第一水源及幾乎同一平面的第三水源，於是橋面設計為兩種，一半為水管，運送第一水源的水，一半為水渠，運送第三水源的水。由於第一水源的水來自高處，水管容易受衝擊而破損，因此水管上方的路面才不密封，造成只有一半有草生長而水渠上方無草的情形。
中山橋（明治橋），則是負責輸送由圓山貯水池跨越基隆河至台北市區的水，所以也是當時的水管橋之一。

## 水管路
水管路分為兩個部分——平面段與階梯段。水管路旁供行人行走的路則稱為水管路步道。

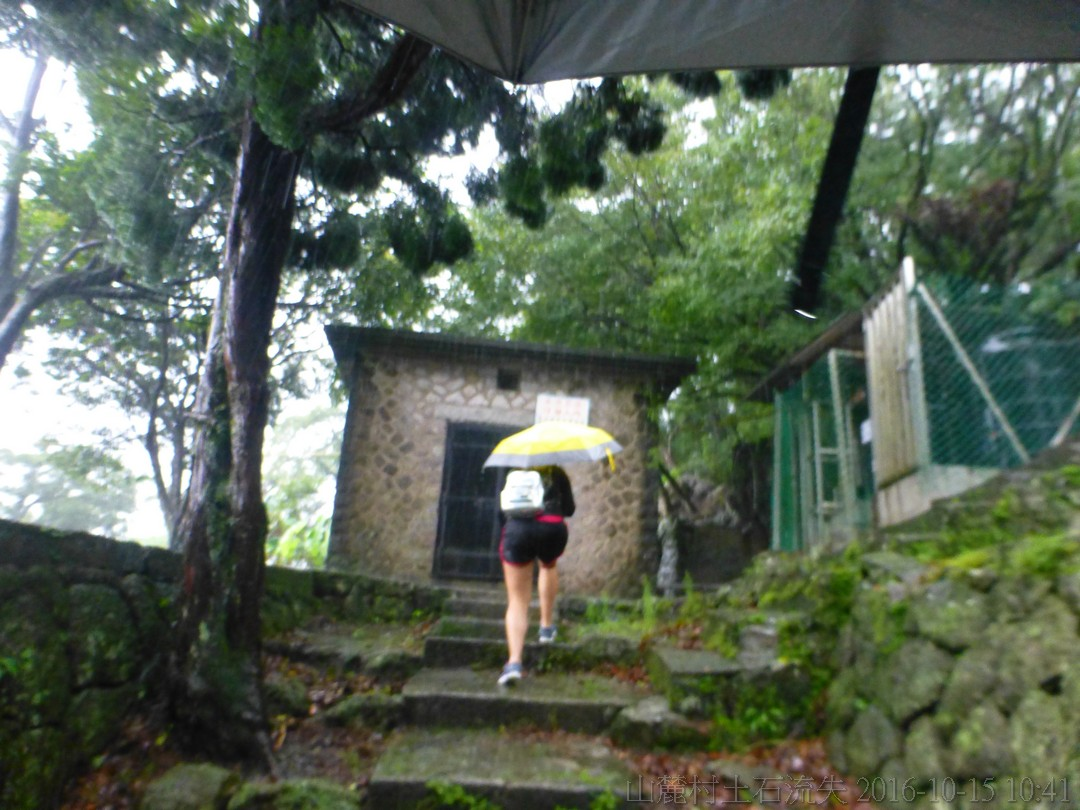
此井之後開始進入水管(青春嶺步道)
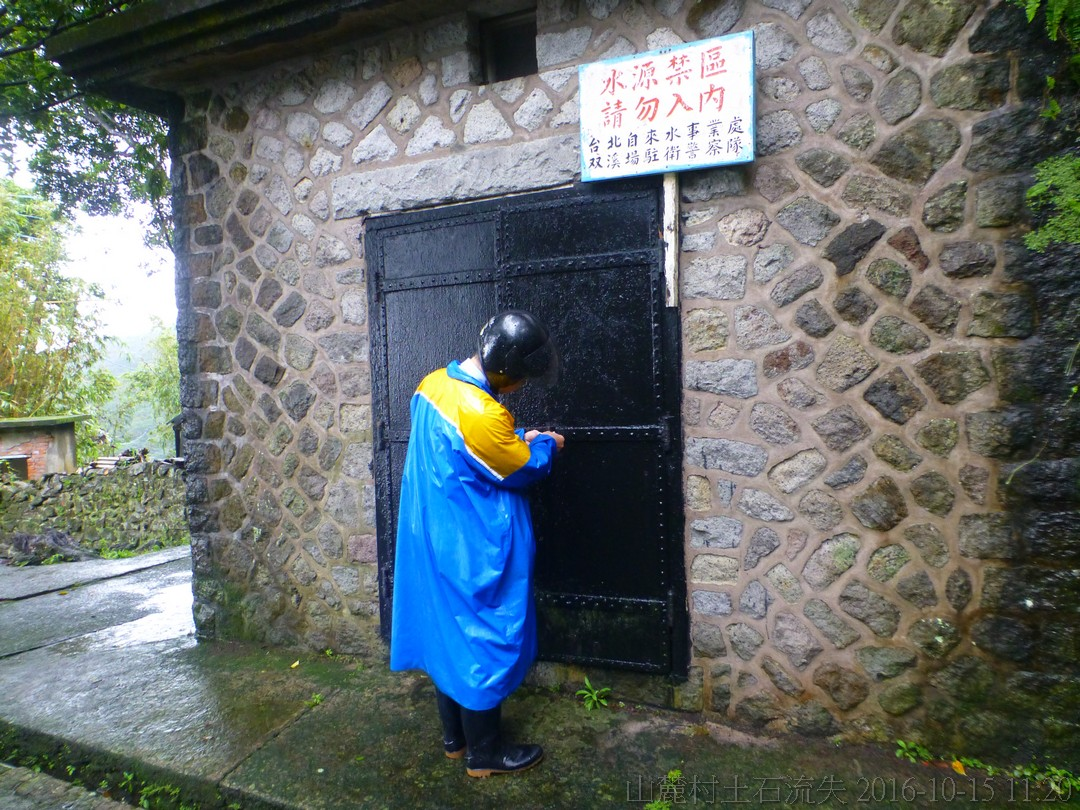
第一調整井與暴雨中巡視的工作人員
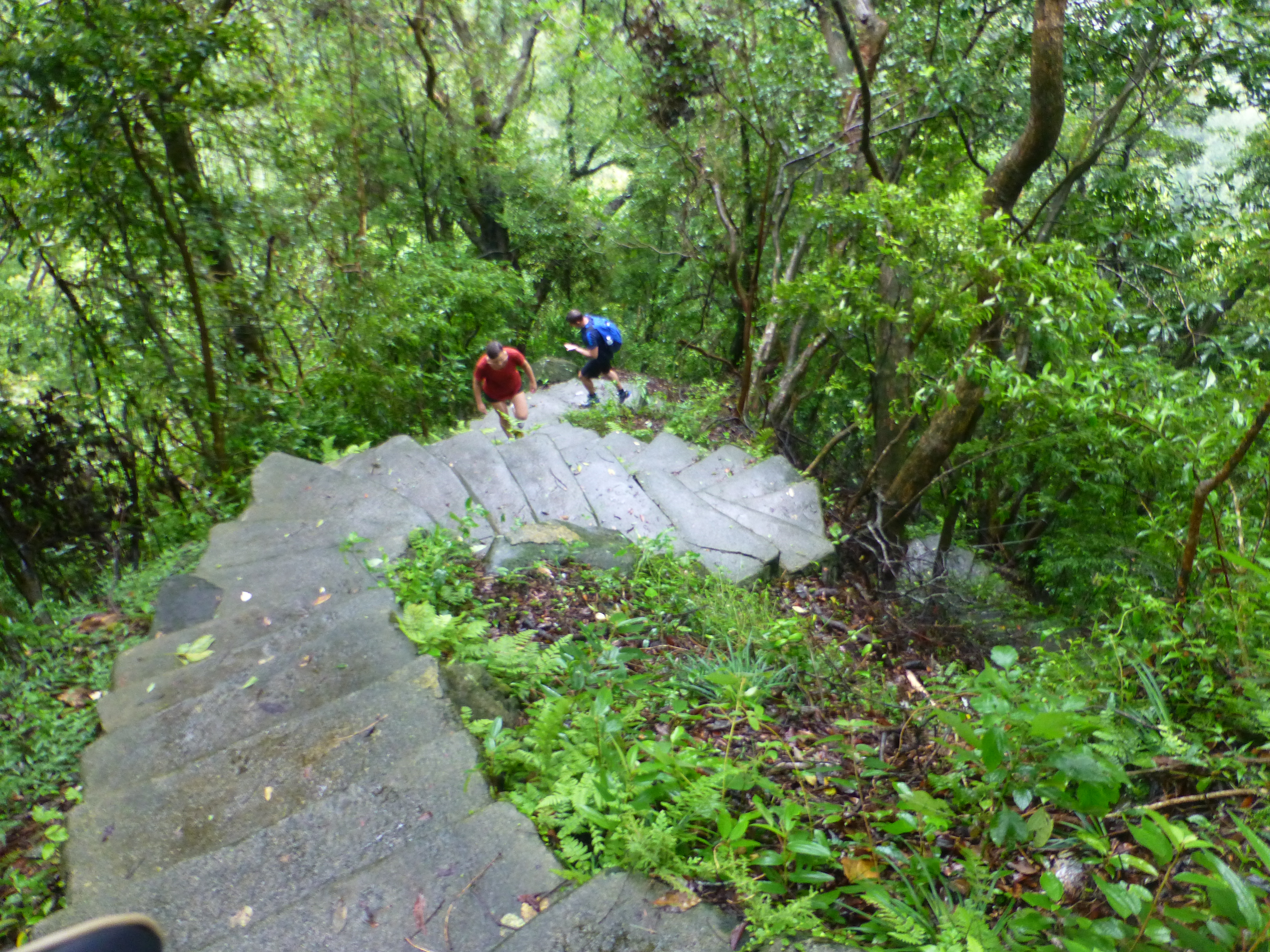
青春嶺步道
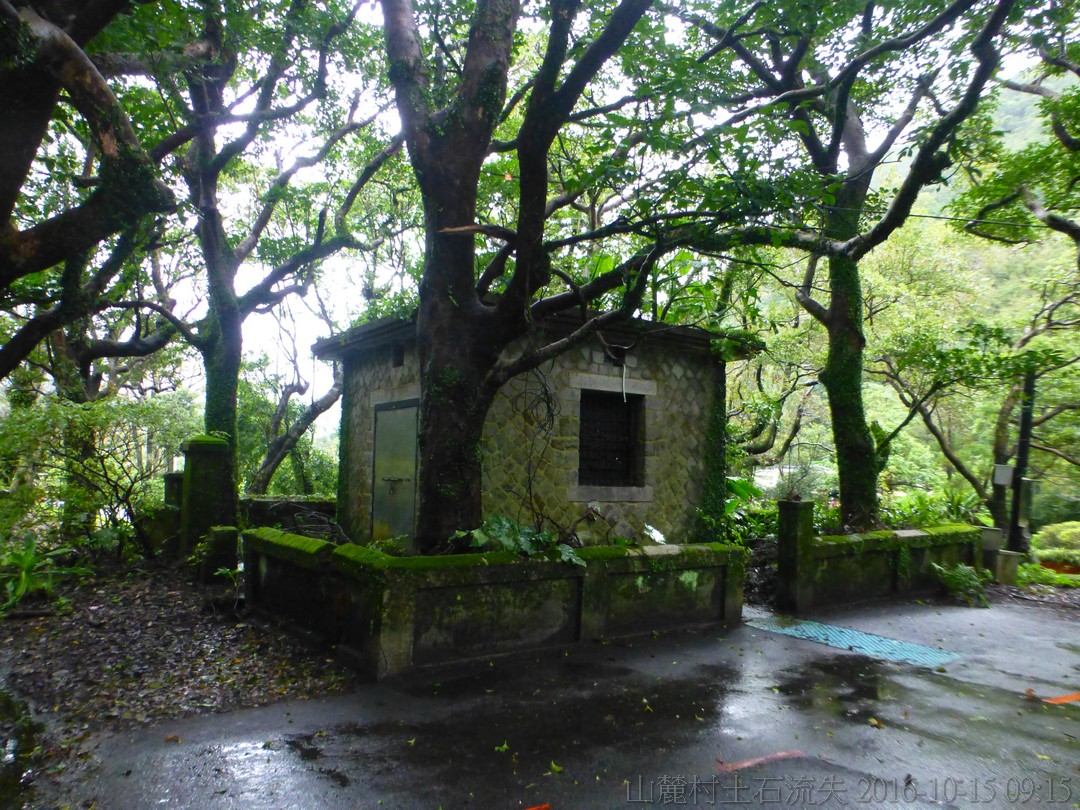
第二調整井(公車總站附近)

平面段，指的是氣瀑室至調整井之間幾乎位於相同等高線的部分，輸水管就位於道路下方。
這裡的步道陰涼，有豐富的自然生態資源，像是鳴聲類似鳥的斯文豪氏赤蛙、藻類、姬書帶蕨等等。
階梯段，指的是從調整井開始下山到三角埔發電所的部分，輸水管大多位於階梯步道旁，而且多為露出地面的大型黑色金屬製水管。這段是利用水的落差將水送至三角埔發電所發電。另外值得一提的是，此水管原為陶瓷製，後來才使用高壓鋼鐵管取代。

## 三角埔發電所

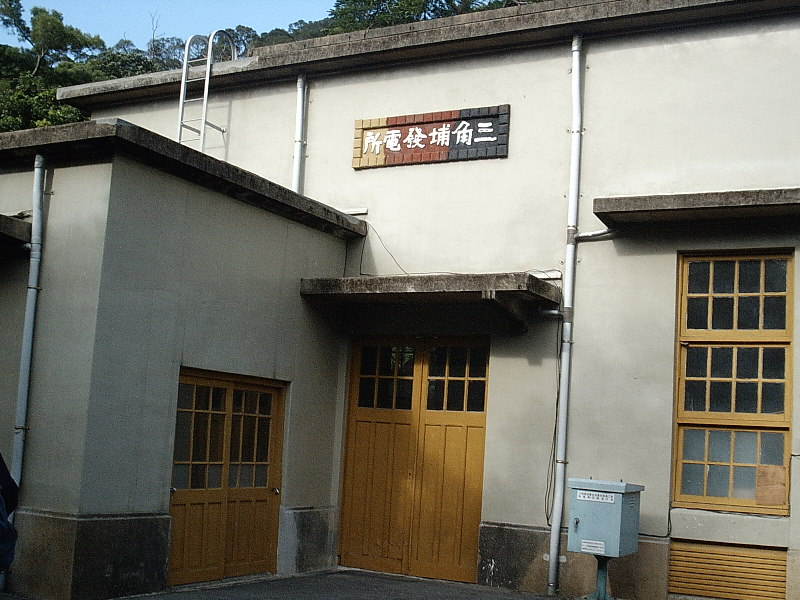
三角埔發電所

三角埔為天母地區的舊名。三角埔發電所是全台灣第一也是唯一用自來水發電的發電廠，完工於1931年（昭和六年）。其位於草山水道系統進入台北盆地平原的地方，因此利用上方調整井（標高300公尺）與發電所（標高91公尺）之間落差（209公尺）來進行水力發電。
在日治時代，此發電廠被視為重要之設施，因此整棟建築漆上迷彩。但在日本離台之後改漆為白色，只留下懸掛在建築上的牌子為迷彩色。

## 圓山貯水池

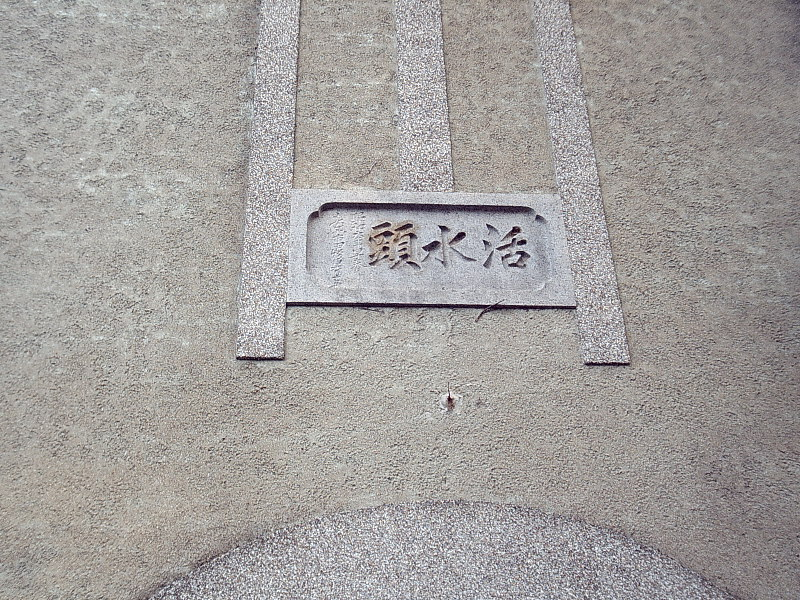
圓山貯水池建物上之題字「活水頭」

## 圓山水神社

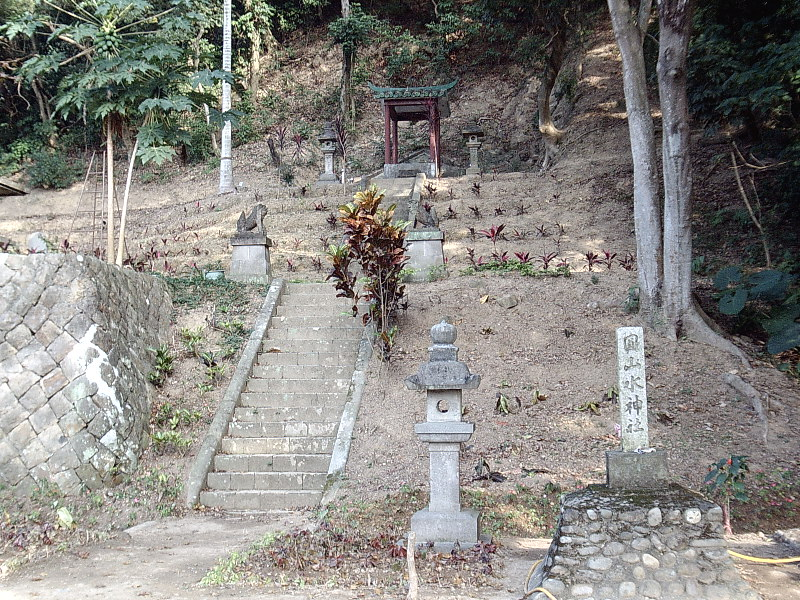
圓山水神社

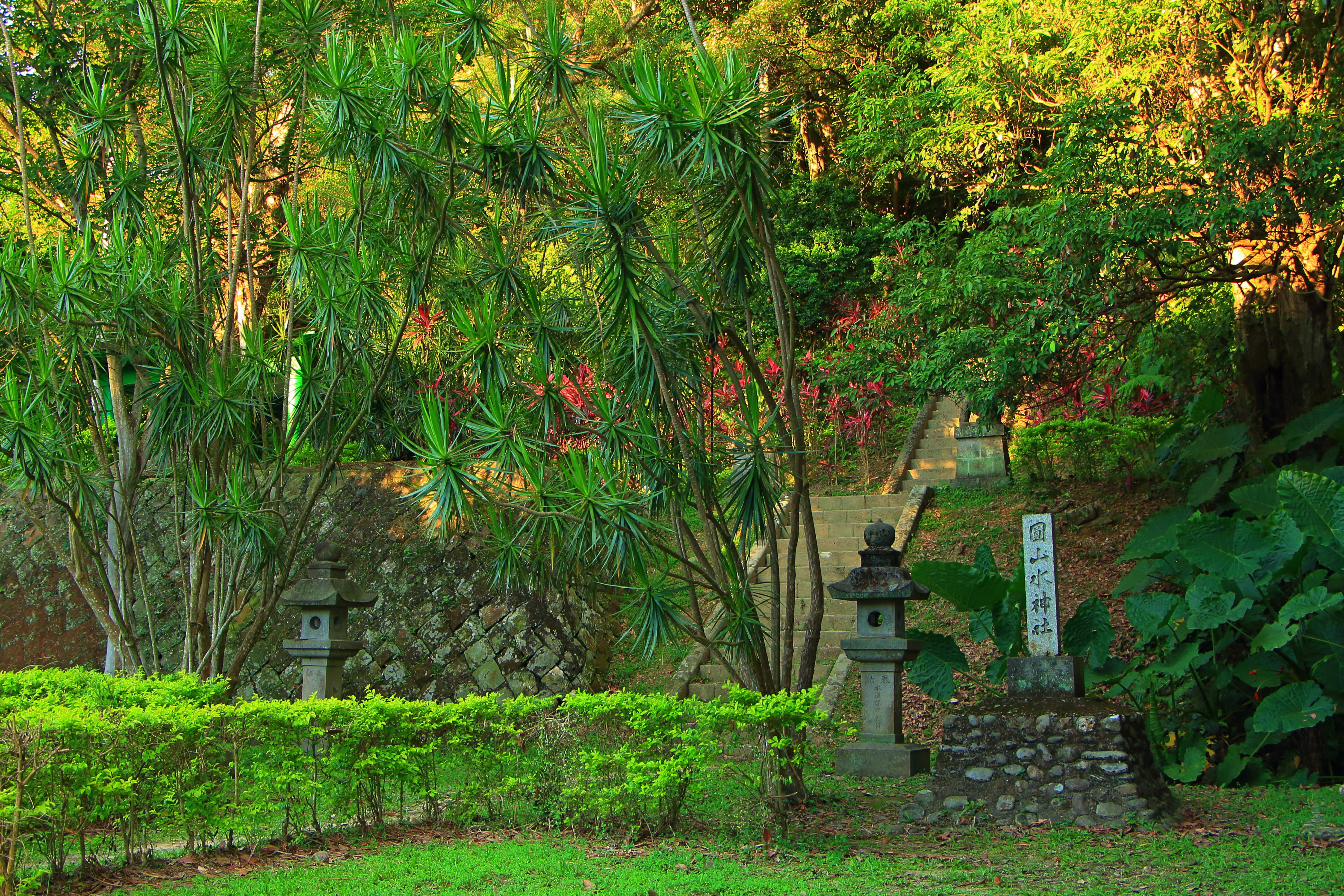
圓山水神社

- 這個神社設立的年代稍晚於貯水池啟用的七年後 ( 1938年)。因為當年建造貯水池時，工程不順，曾有若干人因而殉職。水公司員工捐款設了一座水神社，一方面祭拜神明祈求平安，另一方面撫慰亡靈。
- 圓山水神社依實際正名為「圓山活水頭」。其中「圓山貯水池」興建於七十年前，為台北最早的貯水池；「圓山水神社」亦歷經六十年以上歲月，見證了台灣自來水事業的發展。
- 這個小神社，當時的拜殿已不在，但仍保留石燈籠、石狛犬、淨手池、社名碑等物。
- 台北自來水事業處重新修整，改祭祀水神大禹，小拜殿改成簡陋露天涼庭中式小廟，但沒有任何神像與題字，以及任其荒廢也沒任何祭拜。
- 2017年8月15日，該神社被不明的仇日份子噴漆破壞，上面寫著「奪台殺民一百萬，侵華虐殺數千萬，日寇倭奴狗畜生，皇民賤種三腳仔」等字樣[6]，其中一隻石狛犬失竊，台北市政府文化局聲明絕對不會放過對市定古蹟搞破壞的不法之徒。後來8月18日統促黨成員張修嘉坦承犯案，但他澄清沒有搬走石狛犬[7]。

## 參閱
- 台灣神社列表